# Nicole da Silva
Nicole da Silva, avstralska igralka, * 18. september 1981, Sydney, Novi Južni Wales, Avstralija.
Najbolj znana je po svojih vlogah v serijah Wentworth kot zapornica Franky Doyle ter Rush, kjer je igrala policistko Stello Dagostino. Vloga v seriji Carla Cametti PD ji je prinesla nominacijo za najboljšo igralko na televizijskih nagradah Monte Carlo. Kot E.C v seriji Dangerous si je prislužila nominacijo za »najbolj izstopajoč nov telent« na nagradah Logie. Igrala je tudi v serijah East West 101 ter All Saints.
Da Silva je znana tudi po svojih gledališkem delu, vključno z Blood Wedding ter Behanding in Spokane. Druga gledališka dela vključujejo še Queen C pri Belvior St Theatre, B.C. za projekt Hayloft ter This is Our Youth.

## Zgodnje življenje in izobraževanje
Da Silva ima portugalske prednike; oba njena starša prihajata iz portugalske regije Algarve. Obiskovala je srednjo šolo Girraween in študirala dramsko umetnost v gledališču Nepean. V neapenskem gledališču so diplomirala še nekatera znana igralska imena, kot so Joel Edgerton, David Wenham in Yvonne Strahovski.

## Kariera
Igralsko kariero je začela leta 2005, ko je dobila stalno vlogo v medicinski dramski seriji All Saints (Vsi svetniki). Leta 2007 in 2009 je imela glavno vlogo v sicer kratkotrajnih (obe sta trajali eno sezono) dramskih serijah Dangerous in Carla Cametti PD. V letu 2008 je za vlogo v Dangerous prejela nominacijo za nagrado Logie. Večjo slavo si je pridobila z vlogo v policijski drami Rush, ki je bila ma sporedu štiri sezone (2008–2011). Kot gostja se je pojavila v seriji Home and Away ter East West 101.
Da Silva je najbolj znana po svoji vlogi v televizijski dramski seriji Wentworth, ki je priredba kultne avstralske serije iz 80ih, Prisoner: Cell Blok H. Da Silva igra vlogo Franky Doyle, lezbične zapornice, ki se bori za vlogo šefinje vseh zapornic (Top Dog). V drugi sezoni jo nato v pretepu premaga Bea Smith (Danielle Cormack). Franky mora tako sestopiti iz položaja ter vlogo predati svoji nasprotnici. Da Silva si je za to vlogo leta 2013 prislužila nagrado ASTRA za »najbolj izjemno odigrano vlogo - ženske«.

## Zasebno življenje
Februarja 2014 je začela sodelovati z Agencijo ZN za ženske (UN Women), ki v okviru ZN skrbi za enakopravnost spolov in opolnomočenje žensk.

## Nagrade
| Nagrada       | Leto | Kategorija                              | Serija       | Rezultat    |
| ------------- | ---- | --------------------------------------- | ------------ | ----------- |
| Nagrade Logie | 2008 | Njabolj izstopajoč nov talent           | Dangerous    | nominiran/a |
| Nagrade Logie | 2015 | Njaboljša igralka                       | Wentworth    | nominiran/a |
| Nagrade Logie | 2017 | Njaboljša igralka v stranski vlogi      | Wentworth    | nominiran/a |
| Nagrade ASTRA | 2014 | Najbolj izjemno odigrana vloga - ženske | Wentworth S1 | Osvojil/a   |
| Nagrade ASTRA | 2015 | Najbolj izjemno odigrana vloga - ženske | Wentworth S2 | nominiran/a |

## Filmografija[6]

### Televizija
| Leto       | Naslov                                  | Vloga               | Opombe                                       |
| ---------- | --------------------------------------- | ------------------- | -------------------------------------------- |
| 2016-danes | Doctor Doctor                           | Charlie             | 10 epizod                                    |
| 2016       | Gortimer Gibbon's Life on Normal Street | Gospa Henwick       | Epizoda Gortimer and the Jacks of All Trades |
| 2013-danes | Wentworth                               | Franky Doyle        | 52 epizod                                    |
| 2011       | Cop Hard                                | Syvan               | Epizodi Silent Night in Jumping the Shark    |
| 2008–2011  | Rush                                    | Stella Dagostino    | 70 epizod                                    |
| 2008       | Carla Cametti PD                        | Lisa Testro         | 6 epizod                                     |
| 2007       | East West 101                           | Lily                | Epizoda Hunt for the Killer                  |
| 2006       | Dangerous                               | Erica »EC« Eulestra | 8 epizod                                     |
| 2006       | Home and Away                           | Jane Sims           | Epizoda 1.4126                               |
| 2004       | All Saints                              | Sasha Fernandez     | 11 epizod                                    |

### Film
| Leto | Naslov              | Vloga       |
| ---- | ------------------- | ----------- |
| 2016 | The Tangle          | Francesca   |
| 2013 | Drama               | Nana        |
| 2012 | Stuffed (kratki)    | Easter      |
| 2008 | The List (kratki)   | Mrs Subiaco |
| 2006 | Final Call (kratki) | Prodajalka  |

### Gledališče
| Leto | Naslov                 | Vloga                      | Gledališče              | Režiser          |
| ---- | ---------------------- | -------------------------- | ----------------------- | ---------------- |
| 2012 | Blood Wedding          | Žena                       | Malthouse Theatre       | Marion Potts     |
| 2011 | A Behanding in Spokane | Marilyn                    | Melbourne Theatre Co.   | Peter Evans      |
| 2009 | B.C.                   | Mary                       | The Hayloft Project     | Simon Stone      |
| 2009 | This is Our Youth      | Jessica Goldman            | Fortyfivedownstairs     | Nicholas Pollock |
| 2008 | Queen                  | Ljubica kraljice Christine | Belvoir St Theatre      | Kate Gaul        |
| 2007 | Emergence              | Ram/Hosta-Drone            | Synarcade Audio-Visuals | Mark Bolotin     |
| 2007 | Paris in Hell          | Paris Hilton               | Tunks Productions       | Suz Mawer        |
| 2006 | A Life in a Theatre    | Josie                      | Darlinghurst Theatre    | Sandy Gore       |